# Einsatz in Hamburg
Einsatz in Hamburg (kurzzeitig Jenny Berlin) ist der Titel einer deutschen Fernsehkriminalreihe, die von 2000 bis 2013 vom ZDF im Rahmen des Samstagskrimis ausgestrahlt wurde. Protagonistin ist die Kriminalkommissarin Jenny Berlin, verkörpert von Aglaia Szyszkowitz. Die ersten beiden Episoden Tod am Meer und Ende der Angst liefen bis zum Herbst 2000 noch unter dem Titel Jenny Berlin. Die nächste Folge wurde erst zwei Jahre später ausgestrahlt und trug dann den Titel Einsatz in Hamburg. Mit der am 9. Februar 2013 gesendeten 15. Folge Mord an Bord wurde die Reihe eingestellt.

## Inhalt, Figuren
Die junge Juristin Jenny Berlin beginnt ihre Karriere bei der Hamburger Kriminalpolizei.
Als Kommissarsanwärterin, später dann als Kommissarin, werden von ihr und ihrem Team verschiedene Fälle aufgeklärt. Ursprünglich ist sie angetreten, die Verbrechensvorbeugung zu verbessern und die Straftaten zu verhindern, bevor sie begangen werden.
Ihr Vorgesetzter Hauptkommissar Hans Wolfer und Kommissar Volker Brehm stehen der Quereinsteigerin skeptisch gegenüber und arbeiten zunächst nur ungern mit ihr zusammen.

## Folgen
| Folge | Titel                 | Erstausstrahlung   | Regisseur             | Drehbuchautor                                | Episodenschauspieler |
| ----- | --------------------- | ------------------ | --------------------- | -------------------------------------------- | --- |
| 1     | Tod am Meer           | 28. Oktober 2000   | Johannes Fabrick      | Richard Reitinger                            | Gert Schaefer, Thomas Huber, Maria Simon, Andreas Guenther                                                                        |
| 2     | Ende der Angst        | 18. November 2000  | Johannes Fabrick      | Richard Reitinger                            | Gert Schaefer, Oliver Korittke, Christoph Beis, Marie-Lou Sellem                                                                  |
| 3     | Rückkehr des Teufels  | 21. September 2002 | Lars Becker           | Fabian Thaesler, Lars Becker                 | Sonja Kirchberger, Jessica Schwarz, Harald Schrott, Christoph Bach                                                                |
| 4     | Stunde der Wahrheit   | 12. Oktober 2002   | Matthias Tiefenbacher | Richard Reitinger                            | Samuel Finzi, August Zirner, Nadine Fano, Gert Schaefer                                                                           |
| 5     | Bei Liebe Mord        | 25. September 2004 | Lars Becker           | Dirk Salomon, Thomas Wesskamp                | Cosma Shiva Hagen, Martin Brambach, Hanno Koffler, Hilmi Sözer                                                                    |
| 6     | Superzahl: Mord       | 9. April 2005      | Judith Kennel         | Markus Fenner                                | Matthias Brandt, Max Herbrechter, Janna Striebeck, Michael Sideris                                                                |
| 7     | Mord auf Rezept       | 27. Mai 2006       | Walter Weber          | Stefan Cantz, Jan Hinter                     | Roman Knižka, Johanna Gastdorf, Peter Lerchbaumer                                                                                 |
| 8     | Mord nach Mitternacht | 19. Mai 2007       | Walter Weber          | Walter Weber, Charles Lewinsky               | Thomas Schendel, Hinnerk Schönemann, Ralph Herforth, Hanna Bredow                                                                 |
| 9     | Die letzte Prüfung    | 22. September 2007 | Stephan Wagner        | Stephan Wagner                               | Peter Simonischek, Janek Rieke, Matthias Koeberlin, Anna Schudt                                                                   |
| 10    | Ein sauberer Mord     | 3. Mai 2008        | Lars Jessen           | Elke Schuch, Marc Blöbaum                    | Rosel Zech, Fabian Hinrichs, Nicola Thomas, Harald Schrott, Yekaterina Medve                                                      |
| 11    | Tödliches Spiel       | 20. September 2008 | Marcus O. Rosenmüller | Stefan Cantz, Jan Hinter                     | Gerd Wameling, Kostja Ullmann, Paula Birnbaum, Dietmar Bär, Rick Okon                                                             |
| 12    | Tödliches Vertrauen   | 19. September 2009 | Buddy Giovinazzo      | Stefan Cantz, Jan Hinter                     | Anja Kling, Florian Lukas, Oliver Stokowski, Gustav-Peter Wöhler                                                                  |
| 13    | Rot wie der Tod       | 8. Oktober 2010    | Josh Broecker         | Volker Kutscher                              | Murali Perumal, Joachim Król, Nicole Heesters, Bjarne Mädel, Cosma Shiva Hagen                                                    |
| 14    | Der Tote an der Elbe  | 27. August 2011    | Thomas Jahn           | Thomas Jahn, Lorenz Lau-Uhle, Sathyan Ramesh | Max Urlacher, Mario Pokatzky, Margrit Sartorius, Gustav-Peter Wöhler, Carolin Wosnitza, Eva-Maria Kurz, Maike von Bremen          |
| 15    | Mord an Bord          | 9. Februar 2013    | Carlo Rola            | Berno Kürten                                 | Marek Erhardt, Nikolai Kinski, Friedrich von Thun, Angela Roy, Hedi Honert, Robert Seeliger, Franziska Knuppe, Barnaby Metschurat |